# Nieuport & General Aircraft
Nieuport & General Aircraft Company Ltd fue una empresa constructora de aviones británica, creada durante la Primera Guerra Mundial para construir aviones franceses Nieuport bajo licencia, que cerró en 1920.

## Historia
El 16 de noviembre de 1916, Samuel Waring, propietario del fabricante de muebles Waring & Gillow, fundó la Nieuport & General Aircraft Company en Cricklewood, Londres, para construir bajo licencia el caza francés Nieuport 11. Construyó 50 cazas Nieuport 17bis antes de que la producción cambiara al más capaz Sopwith Camel, del que construyó 400 ejemplares, con 100 Sopwith Snipe entregados después de la guerra.
En 1917, una investigación oficial (el Informe Burbidge) sobre las actividades del Royal Aircraft Establishment provocó la interrupción del diseño y la construcción de aeronaves en Farnborough, y la disolución de los equipos de diseño de la fábrica. Nieuport & General aprovechó esta situación para contratar a Henry Folland, diseñador del caza S.E.5, como diseñador jefe. Folland diseñó varios aviones, y el caza Nieuport Nighthawk entró en producción en agosto de 1918. Sin embargo, el fallo del motor elegido, junto con el fin de la Primera Guerra Mundial, provocó el cese de la producción y la no entrada en servicio del Nighthawk.
Nieuport & General cerró en agosto de 1920, junto con otras compañías aeronáuticas propiedad de Waring, British Aerial Transport (BAT) y Alliance Aeroplane Company. Folland fue contratado por la Gloster Aircraft Company, continuando el desarrollo del Nighthawk.

## Aeronaves
- Nieuport B.N.1
- Nieuport Nighthawk
- Nieuport London